# Leopoldo Nobili
Leopoldo Nobili (5 de julio de 1784 - 22 de agosto de 1835) fue un físico italiano, inventor de numerosos instrumentos para la investigación de la termodinámica y la electroquímica. Colaboró con Macedonio Melloni en la creación de la termopila.

## Semblanza

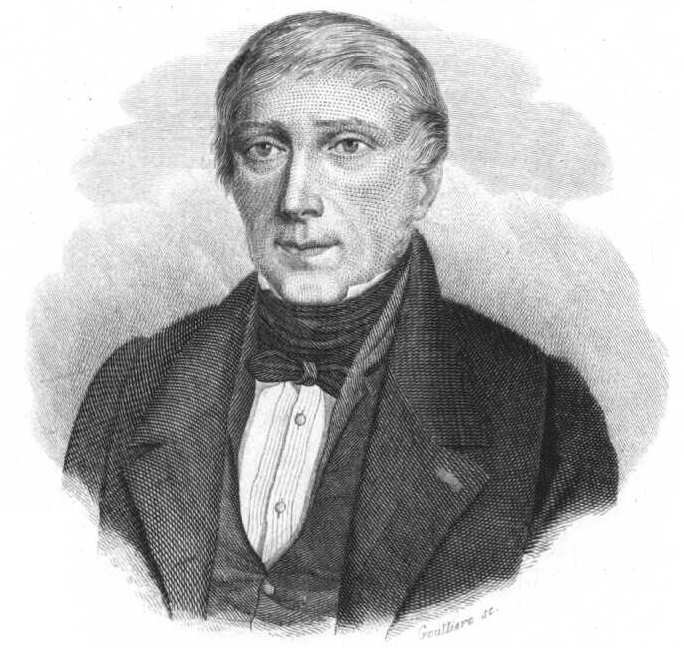
Leopoldo Nobili.

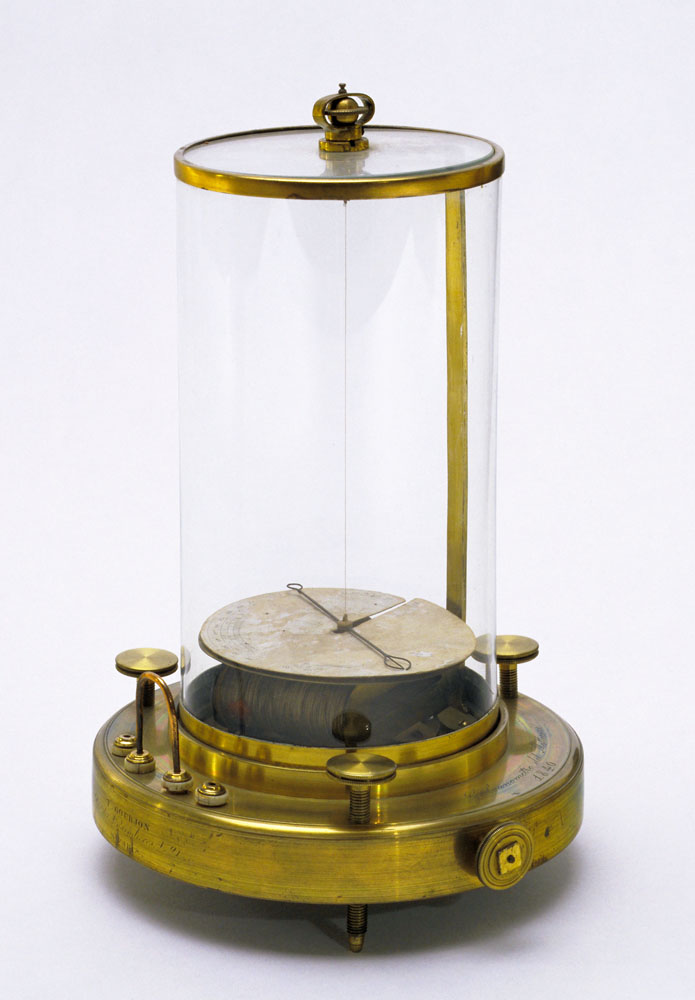
Galvanómetro astático de Nobili conservado en el Museo Galileo, Florencia.

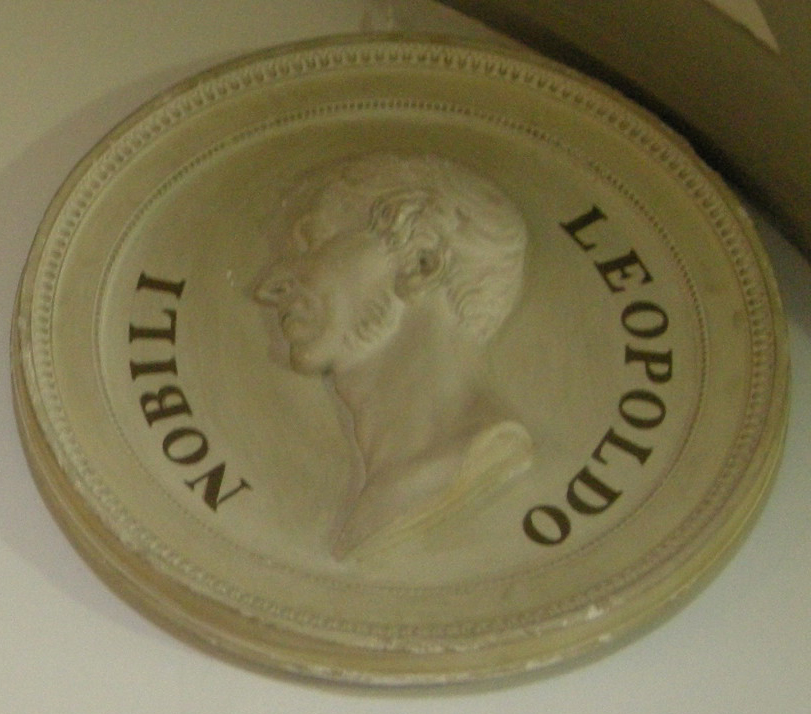
Efigie de Nobili en el Museo della Specola

Nacido en Trassilico (ahora parte del municipio de Gallicano, en Garfagnana), era hijo del alcalde de la localidad, que fue parte de los dominios la casa de Este. Después de pasar su juventud en su ciudad natal, se incorporó a la Academia Militar de Módena. Se alistó en el ejército napoleónico y fue ayudante del virrey Eugenio de Beauharnais y participó en la campaña rusa de Napoleón, lo que le valió la Legión de Honor. De vuelta en Italia, abandonó la vida militar y dirigió la fábrica de armas de Brescia. Retomó sus estudios, publicando numerosas obras, incluyendo Dell'attrazione molecolare coll'astronomia ("De la atracción molecular a la astronómica").
En 1825 inventó el galvanómetro astático, herramienta fundamental en la historia del electromagnetismo. Al año siguiente creó la termopila con Melloni. En 1832 fue nombrado profesor de física en el Museo Real de Física e Historia Natural de Florencia, donde, en colaboración con Vincenzo Antinori (director del Museo desde 1829), dio cuenta de experimentos importantes sobre la inducción electromagnética descubierta por Michael Faraday.
Leopoldo Nobili viajó a través de Europa, dando conferencias y reuniéndose con los científicos más famosos de la época. Participó en los levantamientos de 1831 y tuvo que ir al exilio en Francia. De vuelta a la Toscana, escribió "La historia experimental de la física moderna". En 1833 fue comisionado por el Gran Duque Leopoldo II para ocupar la cátedra de física experimental en el Museo Real de Física e Historia Natural de Florencia. Nobile, además de dedicarse a la enseñanza, escribió entre otras una obra en dos volúmenes titulada "Memorie e osservazioni edite ed inedite" (Memorias y observaciones editadas e inéditas).
La fama de Leopoldo Nobili se extendió por toda Europa y más allá. Se le ha considerado el más importante entre los físicos italianos de la primera mitad del siglo XIX, "digno de permanecer cerca de Galileo y a la par con Alejandro Volta" (según el profesor Ballets en su libro "La storia di Reggio Emilia" (La historia de Reggia Emilia)).
Leopoldo Nobili, debilitado físicamente debido a una enfermedad contraída en la campaña de Rusia y de la intensa cantidad de trabajo realizado, falleció el 22 de agosto de 1835 a la edad de cincuenta años.
Fue enterrado entre algunos de los grandes personajes de la historia de Italia en la basílica de Santa Croce de Florencia.

## Eponimia
- El cráter lunar Nobili lleva este nombre en su memoria.[3]